# San Marino Academy 2024-2025
Questa voce raccoglie le informazioni riguardanti il San Marino Academy nelle competizioni ufficiali della stagione 2024-2025.

## Stagione
La stagione del San Marino Academy si apre con l'annuncio dell'arrivo di un nuovo tecnico a rilevare Giacomo Venturi, trasferitosi al Verona. L'incarico a Francesco Baldarelli dura tuttavia solo per le prime due giornate di campionato e dopo aver affidato la squadra a Filippo Zaghini, responsabile della Primavera, per la sola 3ª giornata, dalla successiva si siede sulla panchina delle Titane Simone Bragantini. Al netto di un importante esodo di giocatrici della stagione precedente, tra le quali Giulia Montalti da ben otto stagioni con le Titane, oltre alla decisione di Yésica Menín di appendere gli scarpini al chiodo per intraprendere una carriera dirigenziale, il club si muove sul mercato sia in estate che nella pausa invernale, nel quale tra le altre fa anche ritorno l'irlandese Shauna Peare dopo la pausa al Brescia, operazioni che tuttavia non migliorano le deludenti prestazioni generali della squadra sempre al limite o all'interno della zona retrocessione. Solo un'inversione di tendenza nelle ultime giornate unite alle difficoltà incontrate dell'Orobica all'ultima giornata la squadra riesce a strappare a queste ultime l'ultimo posto utile per la salvezza.
In Coppa Italia la corsa si interrompe fin dal primo incontro con il Parma, l'8 settembre 2024, con il San Marino Academy che perde per 3 reti a zero lo scontro casalingo dei sedicesimi di finale.

## Divise e sponsor
Il completo da gioco principale del San Marino Academy è completamente di colore azzurro scuro, compresi pantaloncini e calzettoni, con numeri, nomi e delle brevi porzioni di bianco sulle spalle e sull'orlo inferiore della maglia. La seconda maglia è invece completamente rossa, sempre con delle piccole zone bianche negli stessi punti. Il portiere indossa la divisa rossa quando la squadra non è in completo da trasferta oppure una completamente nera con lo stesso pattern. Main sponsor è Marlù gioielli e fornitore delle divise è Macron.
| Casa | Trasferta |

## Organigramma societario

### Staff tecnico
Organigramma tratto dal sito ufficiale, aggiornato al 17 aprile 2025.
Area tecnica
- Allenatore: Simone Bragantini
- Match analyst/Vice Allenatore: Nicola Pentimone
- Preparatore dei Portieri: Diego Pratelli
- Preparatore Atletico: Elena Baiardi
- Fisioterapista: Matteo Aluigi
- Team Manager: Yésica Menín
- Dirigente: Daniel Bondavalli
- Medico: Gian Marco Pedrazzi
- Dirigente: Angelo Novelli

## Rosa
Rosa, ruoli e numeri di maglia tratti dal sito ufficiale, aggiornati al 17 aprile 2025.
| N. |                    | Ruolo | Calciatrice           |
| -- | ------------------ | ----- | --------------------- |
| 1  | Italia (bandiera)  | P     | Francesca Montanari   |
| 2  | Irlanda (bandiera) | D     | Shauna Margaret Peare |
| 3  | Italia (bandiera)  | D     | Valentina Congia      |
| 4  | Italia (bandiera)  | D     | Valeria Gardel        |
| 5  | Italia (bandiera)  | C     | Eleonora Crocioni     |
| 7  | Italia (bandiera)  | C     | Chiara Benatti        |
| 8  | Italia (bandiera)  | C     | Giorgia Bertolotti    |
| 10 | Italia (bandiera)  | A     | Flavia Fancellu       |
| 14 | Italia (bandiera)  | C     | Viola Brambilla       |
| 16 | Italia (bandiera)  | P     | Giulia Limardi        |
| 17 | Italia (bandiera)  | A     | Eleonora Galli        |
| 18 | Italia (bandiera)  | A     | Angelica Poli         |
| 19 | Italia (bandiera)  | D     | Sara Ventura          |
| 20 | Italia (bandiera)  | D     | Vittoria Gallina      |
| 21 | Italia (bandiera)  | C     | Alessia Marchetti     |

| N. |                        | Ruolo | Calciatrice             |
| -- | ---------------------- | ----- | ----------------------- |
| 22 | Italia (bandiera)      | A     | Martina Tamburini       |
| 23 | Italia (bandiera)      | D     | Nicole Ciavatta         |
| 23 | Italia (bandiera)      | C     | Federica Buonamassa     |
| 24 | Italia (bandiera)      | C     | Elisa Battaglioli       |
| 25 | Stati Uniti (bandiera) | D     | Julia Saveria Weithofer |
| 26 | Italia (bandiera)      | D     | Gloria Magni            |
| 27 | Italia (bandiera)      | A     | Sofia Pirini            |
| 30 | Italia (bandiera)      | C     | Swami Giuliani          |
| 32 | Italia (bandiera)      | D     | Francesca Larocca       |
| 44 | Italia (bandiera)      | C     | Giorgia Miotto          |
| 45 | Italia (bandiera)      | A     | Raffaella Barbieri      |
| 80 | Italia (bandiera)      | C     | Carlotta D'Aguì         |
|    | Italia (bandiera)      | D     | Elisa Crevacore         |
|    | Italia (bandiera)      | A     | Lisa Paini              |

## Calciomercato

### Sessione estiva
| Acquisti | Acquisti          | Acquisti        | Acquisti   |
| R.       | Nome              | da              | Modalità   |
| -------- | ----------------- | --------------- | ---------- |
| D        | Valentina Congia  | ChievoVerona FM |            |
| D        | Elisa Crevacore   | Academy Pavia   | [ 8 ]      |
| C        | Alessia Marchetti | Parma           | prestito   |
| A        | Eleonora Galli    | Cesena          |            |
| A        | Giorgia Miotto    | Arezzo          | svincolata |
| A        | Lisa Paini        | Orobica         | [ 10 ]     |

| Cessioni | Cessioni               | Cessioni      | Cessioni    |
| R.       | Nome                   | a             | Modalità    |
| -------- | ---------------------- | ------------- | ----------- |
| P        | Giorgia Basile         | Moncalieri    |             |
| D        | Martina Carlini        |               | svincolata  |
| D        | Maria Grazia Ladu      | Lumezzane     |             |
| D        | Aurora Manzetti        | Verona        | in prestito |
| D        | Giulia Montalti        | Ravenna       |             |
| D        | Magda Nicolini         |               | svincolata  |
| D        | Shauna Peare           | Brescia       | [ 12 ]      |
| C        | Kristin Carrer         | Como 1907     |             |
| C        | Michela Mariotti       |               | svincolata  |
| C        | Chiara Modesti         | Academy Pavia |             |
| C        | Valentina Puglisi      | Lumezzane     |             |
| A        | Yésica Menín           | San Marino    | ritiro      |
| A        | Elena Prinzivalli      | Arezzo        | [ 13 ]      |
| A        | Yolanda Bonnín Roselló | Huesca        |             |
| A        | Valentina Sardo        |               | svincolata  |

### Sessione invernale
| Acquisti | Acquisti          | Acquisti | Acquisti      |
| R.       | Nome              | da       | Modalità      |
| -------- | ----------------- | -------- | ------------- |
| D        | Francesca Larocca | Bologna  | [ 14 ] [ 15 ] |
| D        | Shauna Peare      | Brescia  | [ 16 ]        |
| A        | Elisa Battaglioli | Cesena   | [ 17 ]        |
| A        | Angelica Poli     | Freedom  | [ 14 ]        |

| Cessioni | Cessioni            | Cessioni    | Cessioni   |
| R.       | Nome                | a           | Modalità   |
| -------- | ------------------- | ----------- | ---------- |
| D        | Elisa Crevacore     | Gatteo Mare |            |
| C        | Viola Brambilla     |             | svincolata |
| C        | Federica Buonamassa | Gatteo Mare |            |
| A        | Raffaella Barbieri  | Gatteo Mare |            |
| A        | Lisa Paini          | Orobica     | [ 18 ]     |

## Risultati

### Serie B

#### Girone di andata
| Arbitro: | Salvatori (Macerata) |

|  |           |                            |
|  | Marcatori | 24’ Tamborini 45’ Semanová |

| Arbitro: | Meta (Vicenza) |

|                                               |           |              |
| Colombo 4’ Gelmetti 47’, 70’, 88’ Tardini 66’ | Marcatori | 18’ Barbieri |

| Arbitro: | Traini (San Benedetto del Tronto) |

|                         |           |  |
| Miotto 25’ Barbieri 61’ | Marcatori |  |

| Arbitro: | Mammoli (Perugia) |

|                                                |           |                          |
| Milan 3’, 22’ Di Luzio 79’ Tironi 90+4’ (rig.) | Marcatori | 64’ Galli 90+2’ Barbieri |

| Arbitro: | Martini (Valdarno) |

|             |           |              |
| Fancellu 4’ | Marcatori | 30’ Semplici |

| Arbitro: | Palma (Napoli) |

|  |           |            |
|  | Marcatori | 59’ Miotto |

| Arbitro: | Copelli (Mantova) |

|  |           |                                        |
|  | Marcatori | 40’, 59’ Cavallin 57’ Picchi 79’ Begal |

| Arbitro: | Bissolo (Legnago) |

|                                                   |           |              |
| Berti 4’ Sobal 19’, 37’ Brayda 62’ Cacciamali 81’ | Marcatori | 83’ Crocioni |

| Arbitro: | Grieco (Ascoli Piceno) |

|                            |           |                                   |
| Barbieri 56’ Tamburini 65’ | Marcatori | 13’ Gomes 32’ Labate 86’ Ciccotti |

| Arbitro: | Pasquetto (Crema) |

|                                                                 |           |               |
| Rabot 28’ Ambrosi 38’ Ferrario 65’ Limardi 72’ (aut.) Ferin 75’ | Marcatori | 85’ Marchetti |

| Arbitro: | El Amil (Nichelino) |

|               |           |                      |
| Tamburini 20’ | Marcatori | 32’ Zappa 88’ Crotti |

| Arbitro: | Massari (Torino) |

|                                                                       |           |  |
| Bargi 46’, 65’, 74’ Campora 57’ Giacobbo 85’ Abate 89’ Bettalli 90+2’ | Marcatori |  |

| Arbitro: | Matteo (Sala Consilina) |

|            |           |                            |
| Mariani 5’ | Marcatori | 10’ Tamburini 15’ Giuliani |

| Arbitro: | Gagliardi (San Benedetto del Tronto) |

|                    |           |                                             |
| Tamburini 27’, 39’ | Marcatori | 30’ Carcassi 34’, 52’ Lorieri 54’ Razzolini |

| Arbitro: | Giordano (Matera) |

|  |           |                                        |
|  | Marcatori | 23’ Crocioni 27’ Ventura 45’ Marchetti |

#### Girone di ritorno
| Arbitro: | Vigo (Lodi) |

|           |           |          |
| Bison 21’ | Marcatori | 55’ Poli |

| Arbitro: | Artini (Firenze) |

|               |           |                                                                        |
| Tamburini 48’ | Marcatori | 32’, 47’, 65’ De Biase 54’, 62’ Battelani 83’ Nocchi 90’ (aut.) Congia |

| Arbitro: | Gambirasio (Bergamo) |

|                                       |           |  |
| Anghileri 12’ Bernardi 75’ Zanoni 88’ | Marcatori |  |

| Arbitro: | Frazza (Schio) |

|  |           |                                                    |
|  | Marcatori | 36’, 38’, 41’ Di Luzio 69’ Milan 90’ (rig.) Tironi |

| Arbitro: | Niccolai (Pistoia) |

|  |           |                                |
|  | Marcatori | 38’, 50’ (rig.), 66’ Marchetti |

| Arbitro: | Amadei (Terni) |

|  |           |                  |
|  | Marcatori | 53’, 60’ Montesi |

| Arbitro: | Brozzoni (Bergamo) |

|           |           |                               |
| Merli 47’ | Marcatori | 63’ Marchetti 75’ Battaglioli |

| Arbitro: | Marchetti (L'Aquila) |

|  |           |           |
|  | Marcatori | 59’ Berti |

| Arbitro: | Burattini (Roma 1) |

|                                                        |           |  |
| Moraca 39’, 76’ Bonetti 54’ Regazzoli 82’ Pirone 90+2’ | Marcatori |  |

| Arbitro: | Bianchi (Prato) |

|  |           |                                            |
|  | Marcatori | 11’ Ambrosi 50’, 57’ Distefano 84’ Rognoni |

| Arbitro: | Schmid (Rovereto) |

|                                 |           |                                                                     |
| Zappa 49’ Pinna 64’ (rig.), 74’ | Marcatori | 20’ La Rocca 24’ Ventura 27’ Giuliani 67’ Tamburini 90+1’ Marchetti |

| Arbitro: | Carrisi (Padova) |

|  |           |                          |
|  | Marcatori | Di Criscio 59’ Acuti 88’ |

| Arbitro: | Palmieri (Brindisi) |

|                         |           |                           |
| Miotto 21’ Giuliani 26’ | Marcatori | 61’ De Vecchis 90+4’ Toma |

| Arbitro: | Losapio (Molfetta) |

|             |           |            |
| Lorieri 32’ | Marcatori | 46’ Miotto |

| Arbitro: | Mammoli (Perugia) |

|                                                            |           |            |
| Marchetti 27’, 69’ Tamburini 32’, 40’, 66’ Battaglioli 48’ | Marcatori | 79’ Miglio |

### Coppa Italia
| Arbitro: | Barbatelli (Macerata) |

|  |           |                                |
|  | Marcatori | 9’ Cox 30’ Ferrario 75’ Kajzba |

## Statistiche

### Statistiche di squadra
| Competizione | Punti | In casa | In casa | In casa | In casa | In casa | In casa | In trasferta | In trasferta | In trasferta | In trasferta | In trasferta | In trasferta | Totale | Totale | Totale | Totale | Totale | Totale | DR  |
| Competizione | Punti | G       | V       | N       | P       | Gf      | Gs      | G            | V            | N            | P            | Gf           | Gs           | G      | V      | N      | P      | Gf     | Gs     | DR  |
| ------------ | ----- | ------- | ------- | ------- | ------- | ------- | ------- | ------------ | ------------ | ------------ | ------------ | ------------ | ------------ | ------ | ------ | ------ | ------ | ------ | ------ | --- |
| Serie B      | 28    | 15      | 2       | 2       | 11      | 17      | 40      | 15           | 6            | 2            | 7            | 23           | 41           | 30     | 8      | 4      | 18     | 40     | 81     | -41 |
| Coppa Italia | -     | 1       | 0       | 0       | 1       | 0       | 3       | -            | -            | -            | -            | -            | -            | 1      | 0      | 0      | 1      | 0      | 3      | -3  |
| Totale       | -     | 16      | 2       | 2       | 12      | 17      | 43      | 15           | 6            | 2            | 7            | 23           | 41           | 31     | 8      | 4      | 19     | 40     | 84     | -44 |

### Andamento in campionato
| Giornata  | 1 | 2  | 3 | 4  | 5  | 6 | 7  | 8  | 9  | 10 | 11 | 12 | 13 | 14 | 15 | 16 | 17 | 18 | 19 | 20 | 21 | 22 | 23 | 24 | 25 | 26 | 27 | 28 | 29 | 30 |
| --------- | - | -- | - | -- | -- | - | -- | -- | -- | -- | -- | -- | -- | -- | -- | -- | -- | -- | -- | -- | -- | -- | -- | -- | -- | -- | -- | -- | -- | -- |
| Luogo     | C | T  | C | T  | C  | T | C  | T  | C  | T  | C  | T  | T  | C  | T  | T  | C  | T  | C  | T  | C  | T  | C  | T  | C  | T  | C  | C  | T  | C  |
| Risultato | P | P  | V | P  | N  | V | P  | P  | P  | P  | P  | P  | V  | P  | V  | N  | P  | P  | P  | V  | P  | V  | P  | P  | P  | V  | P  | N  | N  | V  |
| Posizione | 9 | 11 | 9 | 12 | 12 | 8 | 10 | 13 | 13 | 14 | 14 | 15 | 13 | 13 | 12 | 12 | 12 | 14 | 14 | 14 | 14 | 14 | 14 | 14 | 14 | 14 | 14 | 14 | 14 | 13 |

Legenda:

Luogo: C = Casa; T = Trasferta. Risultato: V = Vittoria; N = Pareggio; P = Sconfitta.

### Statistiche delle giocatrici
| Giocatore      | Serie B  | Serie B | Serie B     | Serie B    | Coppa Italia | Coppa Italia | Coppa Italia | Coppa Italia | Totale   | Totale | Totale      | Totale     |
| Giocatore      | Presenze | Reti    | Ammonizioni | Espulsioni | Presenze     | Reti         | Ammonizioni  | Espulsioni   | Presenze | Reti   | Ammonizioni | Espulsioni |
| -------------- | -------- | ------- | ----------- | ---------- | ------------ | ------------ | ------------ | ------------ | -------- | ------ | ----------- | ---------- |
| R. Barbieri    | 10       | 4       | 1           | 0          | 1            | 0            | 0            | 0            | 11       | 4      | 1           | 0          |
| E. Battaglioli | 16       | 2       | 1           | 0          | -            | -            | -            | -            | 16       | 2      | 1           | 0          |
| C. Benatti     | 2        | 0       | 0           | 0          | 0            | 0            | 0            | 0            | 2        | 0      | 0           | 0          |
| G. Bertolotti  | 23       | 0       | 2           | 0          | 1            | 0            | 0            | 0            | 24       | 0      | 2           | 0          |
| V. Brambilla   | 3        | 0       | 0           | 0          | 1            | 0            | 0            | 0            | 4        | 0      | 0           | 0          |
| F. Buonamassa  | 0        | 0       | 0           | 0          | -            | -            | -            | -            | 0        | 0      | 0           | 0          |
| N. Ciavatta    | 1        | 0       | 0           | 0          | 1            | 0            | 0            | 0            | 2        | 0      | 0           | 0          |
| V. Congia      | 18       | 0       | 3           | 0          | 1            | 0            | 0            | 0            | 19       | 0      | 3           | 0          |
| E. Crevacore   | 6        | 0       | 2           | 0          | -            | -            | -            | -            | 6        | 0      | 2           | 0          |
| E. Crocioni    | 21       | 2       | 1           | 0          | 0            | 0            | 0            | 0            | 21       | 2      | 1           | 0          |
| C. D'Agui      | 3        | 0       | 0           | 0          | -            | -            | -            | -            | 3        | 0      | 0           | 0          |
| F. De Marsico  | 0        | 0       | 0           | 0          | -            | -            | -            | -            | 0        | 0      | 0           | 0          |
| F. Fancellu    | 18       | 1       | 0           | 0          | 1            | 0            | 0            | 0            | 19       | 1      | 0           | 0          |
| M. Gallesio    | -        | -       | -           | -          | 0            | 0            | 0            | 0            | 0        | 0      | 0           | 0          |
| E. Galli       | 18       | 1       | 1           | 0          | 1            | 0            | 0            | 0            | 19       | 1      | 1           | 0          |
| V. Gallina     | 6        | 0       | 0           | 0          | 1            | 0            | 0            | 0            | 7        | 0      | 0           | 0          |
| V. Gardel      | 23       | 0       | 0           | 0          | 0            | 0            | 0            | 0            | 23       | 0      | 0           | 0          |
| S. Giuliani    | 26       | 3       | 1           | 0          | 1            | 0            | 0            | 0            | 27       | 3      | 1           | 0          |
| F. Larocca     | 15       | 1       | 0           | 0          | -            | -            | -            | -            | 15       | 1      | 0           | 0          |
| G. Limardi     | 26       | -71     | 0           | 0          | 1            | -3           | 0            | 0            | 27       | -74    | 0           | 0          |
| V. Lombardi    | 1        | 0       | 0           | 0          | -            | -            | -            | -            | 1        | 0      | 0           | 0          |
| G. Magni       | 26       | 0       | 4           | 0          | 1            | 0            | 0            | 0            | 27       | 0      | 4           | 0          |
| A. Marchetti   | 30       | 8       | 4           | 0          | 1            | 0            | 0            | 0            | 31       | 8      | 4           | 0          |
| G. Miotto      | 26       | 4       | 3           | 0          | 1            | 0            | 0            | 0            | 27       | 4      | 3           | 0          |
| F. Montanari   | 5        | -8      | 0           | 0          | -            | -            | -            | -            | 5        | -8     | 0           | 0          |
| L. Paini       | 3        | 0       | 0           | 0          | -            | -            | -            | -            | 3        | 0      | 0           | 0          |
| S. Peare       | 17       | 0       | 3           | 0          | -            | -            | -            | -            | 17       | 0      | 3           | 0          |
| S. Pirini      | 21       | 0       | 1           | 0          | 1            | 0            | 0            | 0            | 22       | 0      | 1           | 0          |
| A. Poli        | 11       | 1       | 1           | 0          | -            | -            | -            | -            | 11       | 1      | 1           | 0          |
| V. Spataro     | -        | -       | -           | -          | -            | -            | -            | -            | -        | -      | -           | -          |
| M. Tamburini   | 29       | 10      | 3           | 0          | 1            | 0            | 0            | 0            | 30       | 10     | 3           | 0          |
| E. Terenzi     | 1        | 0       | 0           | 0          | -            | -            | -            | -            | 1        | 0      | 0           | 0          |
| S. Ventura     | 25       | 2       | 6           | 0          | 0            | 0            | 0            | 0            | 25       | 2      | 6           | 0          |
| J.S. Weithofer | 29       | 0       | 2           | 0          | 1            | 0            | 0            | 0            | 30       | 0      | 2           | 0          |